# Зигангиров, Фарид Нургалиевич
Фарид Нургалиевич Зигангиров (тат. Фәрит Нургали улы Җиһангиров, 15 августа 1954, Киров, РСФСР, СССР) — советский хоккеист (хоккей с мячом и хоккей на траве), защитник. Бронзовый призёр летних Олимпийских игр 1980 года.

## Биография
Родился 15 августа 1954 года в Кирове в многодетной семье.
С первого класса школы ходил на стадион «Родина» в секцию футбола и хоккея. Привлекался к играм по хоккею с мячом на региональном и республиканском уровнях. Вскоре на него обратил внимание один из ведущих тренеров страны в данном виде спорта Эдуард Айрих и пригласил в Алма-Ату тренироваться с местным «Динамо» по хоккею с мячом. С первых тренировок оставил о себе приятное впечатление и был зачислен в команду.
Постепенно стал специализироваться на хоккее на траве. В 1973—1987 годах играл в алма-атинском «Динамо». Вместе с ним 13 раз становился чемпионом СССР (1973, 1975—1979, 1982—1983, 1985—1987), один раз — серебряным призёром чемпионата СССР (1974), пять раз был обладателем Кубка СССР (1982—1984, 1986—1987), дважды — обладателем Кубка европейских чемпионов (1982—1983). 11 раз входил в число 22 лучших хоккеистов сезона в СССР. В чемпионатах страны провёл 405 матчей, забил 103 мяча. В составе сборной Казахской ССР дважды был победителем хоккейных турниров летней Спартакиады народов СССР (1979, 1983).
В 1980 году вошёл в состав сборной СССР по хоккею на траве на летних Олимпийских играх в Москве и завоевал бронзовую медаль. Играл на позиции защитника, провёл 6 матчей, забил 3 мяча (два в ворота сборной Танзании, один — Индии). Был капитаном команды.
В составе сборной СССР в 1981 году завоевал Межконтинентальный кубок, в 1983 году стал серебряным призёром чемпионата Европы в Амстелвене.
В 1977—1987 годах провёл за сборную СССР 172 матча, забил 41 мяч.
Заслуженный мастер спорта СССР (1984).
Завершил карьеру из-за травмы спины. В 1991—1992 годах работал главным тренером алма-атинского «Динамо».
Работает в республиканской школе высшего спортивного мастерства по массовым видам спорта в Алма-Ате.